# Otterbeek
Otterbeek is een sociale woonwijk, gelegen aan de Antwerpsesteenweg te Mechelen-Noord, in de Belgische stad Mechelen.
De wijk grenst aan Sint-Katelijne-Waver en Walem. Ze werd gebouwd rond 1950 en telde een paar honderd wooneenheden. Ondertussen werd in 2004 het grootste sociaal appartementsblok afgebroken. De overige huizen werden licht gerenoveerd.
De naam Otterbeek is onttrokken aan een nabijgelegen, voor het grootste gedeelte gedempte, zijrivier van de Vrouwvliet. In de 19de eeuw vloeide de Otterbeek door de wijk Kauwendael en de gehuchten Zorgvliet en Heysbroeck. De beide laatste locaties zijn gelegen op het grondgebied van Sint-Katelijne-Waver

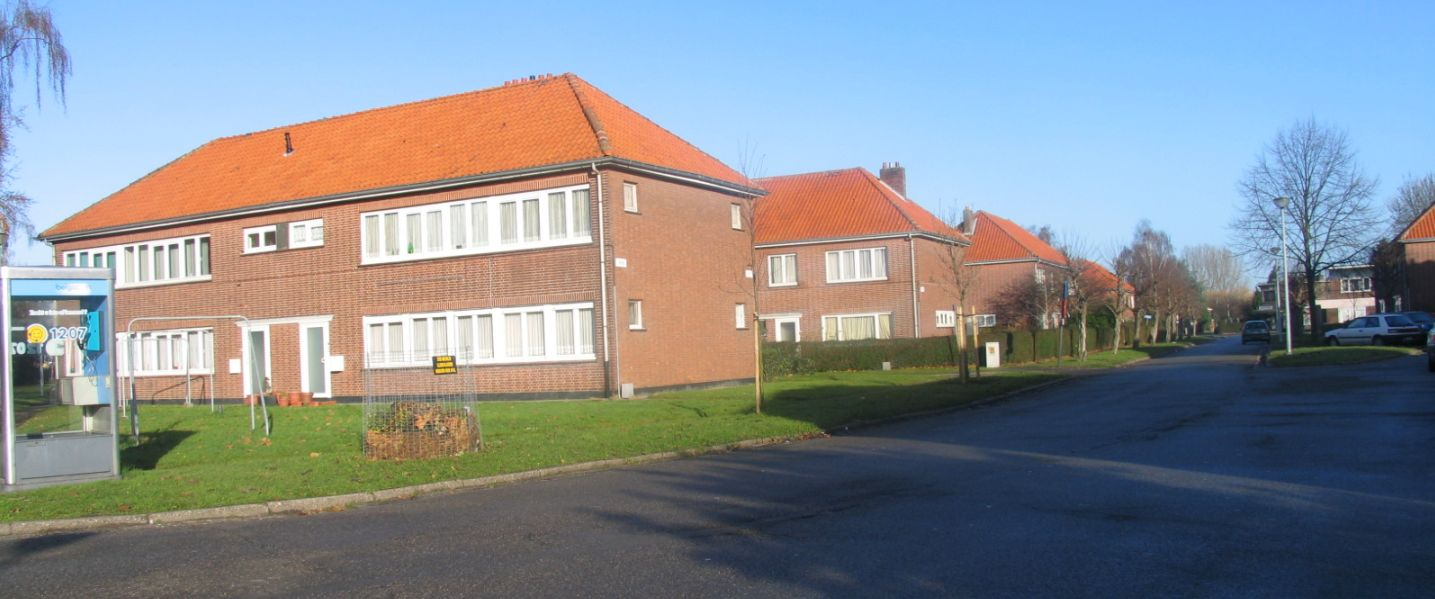
Zicht op de Karekietstraat, noordoostwaarts

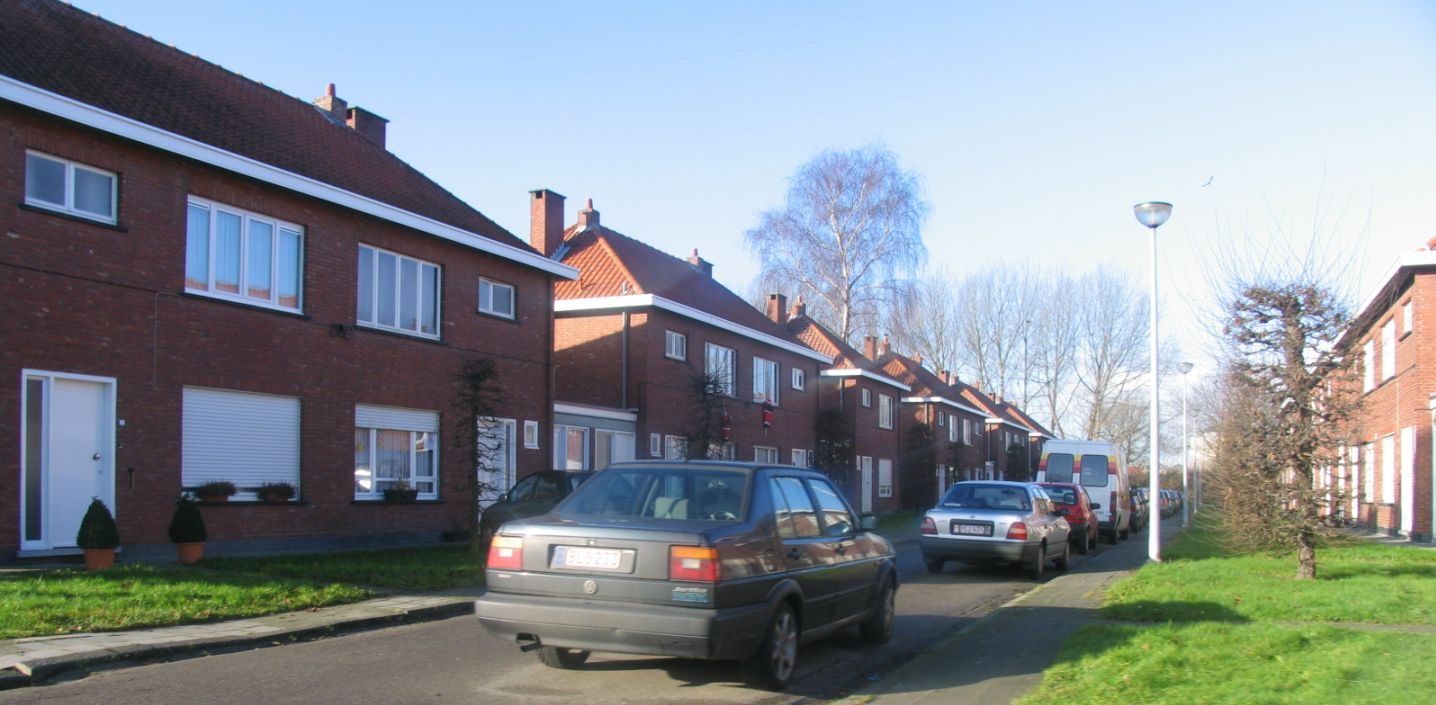
Zicht op de Spreeuwstraat, noordwaarts

Mechelen-Noord · Mechelen-Zuid · Mechelen-Centrum · Tervuursesteenweg · Battel · Nekkerspoel · Arsenaal
Woonwijken buiten het centrum: Otterbeek · Katanga · Oud Oefenplein · Kauwendael · Galgenberg · Marokken (Schorsvelden) · Stuivenberg
Historische buitenwijken: Halfgalg · Geerdegem · Auwegem · Pennepoel · Nekkerspoel · Hanswijk · Zennegat